# 고란살
"고란살"은 2015년에 제작한 대한민국의 단편영화이다.

## 캐스팅
- 이유영 : 최정원 역
- 원태희 : 최태원 역
- 최영순 : 명리학자 역